# Qazaq presentant el seu tribut en cavalls a l'emperador Qianlong
Qazaq presentant el seu homenatge amb cavalls a l'emperador Qianlong (pinyin:Hasake gongma tu) és una pintura en paper en rotlle horitzontal realitzada pel missioner jesuïta milanès Giuseppe Castiglione (pinyin: Lang Shinin) durant la seva estada a la cort imperial Xina, en el regnat de l'emperador Qianlong el 1757. Representa el pagament d'un tribut amb cavalls dels kazakhs, vassalls del règim de l'imperi dels Manchu. Es conserva al Museu Guimet de París.

## Context
Aquesta pintura és probablement una petició de l'emperador Qianlong (1736-1795), realitzada a Castiglione el 1757 a la cort imperial dels Qing, amb cavalls que formaven un dels seus temes artístics preferits. Representa el pagament d'un tribut amb cavalls efectuat pels kazakhs o els Kirguisos de l'oest a l'emperador Qianlong com a signe de lleialtat al règim manxú.

## Descripció
Aquesta pintura és coneguda per molts noms: Qazaq presentant el seu tribut amb cavalls a l'emperador Qianlong al lloc del museu de Guimet, Qazak presentant cavalls a l'emperador Qianlong, o Els Kyrguisos-Qazaks oferint cavalls com a tribut segons un article de Michèle Pirazzoli-Serstevens. És una obra tardana, acabada el 1757, ja que Castiglione moriria nou anys després.
La pintura fa 45,5 cm d'alçada i 269 cm de llarg, i està realitzada sobre un paper llarg i ondulat amb partícules de mica. En general, utilitza mes tècniques de pintura europees que de pintura asiàtica. En efecte, el rotlle no proposa seqüències successives, sinó una mena d'il·lusió òptica. El tractament dels cavalls, realista i amb gradacions imperceptibles en un entorn despullat, és propi de la pintura europea. Castiglione va utilitzar tècniques en miniatura per pintar el rostre impassible a l'emperador Qianlong, assegut en una terrassa davant d'una pantalla i envoltat d'un petit grup de fidels de la cort. El seu rostre està representat per petits tocs lleugers, sobretot a les orelles, les fosses nasals, la boca i les parpelles, i amb un color rosat a les galtes.
Els elements del paisatge (arbres, roques, molses) es tracten amb les tècniques de la pintura xinesa, mitjançant línies de tinta amb punts de color .

## Destí de la pintura
L'obra es conserva al Museu Guimet de París i és un testimoni de la fascinació de Castiglione per les escenes de la cort.